# فرقة الخدمات الوقائية الأمريكية
فرقة الخدمات الوقائية الأمريكية (بالإنجليزية: United States Preventive Services Task Force)‏ ومختصرها (USPSTF) هي لجنة مستقلة من الخبراء في مجال الرعاية الأولية والوقاية تستعرض بشكل منهجي أدلة الفعالية وتطوير التوصيات للخدمات الوقائية السريرية. ويتم تمويل وتعيين وتجهيز الفرقة المكونة من لجنة من أطباء الرعاية الصحية الأولية والأمراض الوبائية من قبل وكالة أبحاث وجودة الرعاية الصحية التابعة لوزارة الصحة والخدمات الإنسانية في الولايات المتحدة.

## روابط خارجية
- صفحة فرقة الخدمات الوقائية الأمريكية في موقع وكالة أبحاث وجودة الرعاية الصحية
- موقع فرقة الخدمات الوقائية الأمريكية